# 班夫和布臣 (英國國會選區)
班夫和布臣（英語：Banff and Buchan）是英國國會蘇格蘭一郡選區，包括阿伯丁郡北部。選區始創於1983年。它使用多數制选出一名国会议员，其任期为至多五年，無連任限制。
本區當區議員1987年前屬保守黨，此後屬蘇格蘭民族黨。2010年前前蘇格蘭首席部長亚历克斯·萨尔蒙德在当地当选。2010年大選中埃里德·懷德福德以41.3%選票繼承了他的議席。由于保守党再次强大这次选举中苏格兰民族党的选票数从1992年以来首次低于50%。
在2015年英國大選中苏格兰民族党获得了历史上最高选票记录，怀德福德获得了60%以上的选票。2017年由保守黨收復。
这个选区主要是农村地区，其中的城镇包括弗雷泽堡，主要工业是渔业和旅游业。

## 边界
这个选区是1983年设立的，它取代了此前东阿伯丁郡和班夫郡选区的部分区域。
按照苏格兰边界委员会第五周期报告的建议在2005年英国大选中使用新的边界。使得班夫和布臣成为阿伯丁郡和阿伯丁市的五个选区之一，它完全位于阿伯丁郡境内的北部。它南部的戈登选区则包括阿伯丁市的地区，再向南的西阿伯丁郡和金卡丁又只包括阿伯丁郡，而北阿伯丁和南阿伯丁则完全位于阿伯丁市区内。
班夫和布臣选取包括弗雷泽堡和弗雷泽堡。

## 议员
| 選舉 | 選舉   | 議員              | 黨籍         |
| ---- | ------ | ----------------- | ------------ |
|      | 1983年 | 阿尔伯特·麦奎里   | 保守黨       |
|      | 1987年 | 亚历克斯·萨尔蒙德 | 蘇格蘭民族黨 |
|      | 2010年 | 埃里德·懷德福德   | 蘇格蘭民族黨 |

从1987年到2010年亚历克斯·萨尔蒙德是代表班夫和布臣的议员。1999年到2001年间他同时也是苏格兰议会选举代表班夫和布臣选区的议员。后来他代表临近的戈登选区进入蘇格蘭議會，再后来代表东阿伯丁郡选区至今。2010年他退位来专心从事苏格兰议会和蘇格蘭首席部長的工作，埃里德·懷德福德成为他的后继人。